# Lolog
Il Lolog (in russo Лолог?) è un fiume della Russia europea orientale affluente di sinistra della Kosa (bacino idrografico della Kama). Scorre nel Territorio di Perm', nei rajon Kočëvskij, Gajnskij e Kosinskij.

## Descrizione
La sorgente si trova sulle alture della Kama vicino al confine con l'Oblast' di Kirov. Il fiume scorre verso nord-est, poi gira a est. Il canale è molto tortuoso. La larghezza del fiume nel corso superiore non supera i 10-15 metri, poi si espande fino a 30 metri, alla foce la larghezza del fiume è di circa 50 metri. Nel corso inferiore scorre due chilometri a nord del centro distrettuale, il villaggio di Kosa. Il fiume ha una lunghezza di 137 km², il suo bacino è di 2940 km².